# Cyanure de bromobenzyle
Les cyanures de bromobenzyle (Bromobenzyl cyanide pour les anglophones, ou BBC) ou (RS)-2-bromo-2-phénylacétonitrile ou α-bromophénylacétonitrile sont un groupe de produits chimiques irritants et toxiques, issus de la chimie organique et de la catégorie des organobromés, dont certains ont été utilisés comme gaz de combat incapacitant (harassing gas) et composant d'armes chimiques durant la Première Guerre mondiale, dont par les alliés. 
Ce type de gaz a aussi été utilisé (obsolète) comme gaz lacrymogène anti-émeute.

### Législation
- France & Union européenne : 52003XC1114(01) ; Note d'information — Règlement (CE) no 1334/2000 du Conseil. Informations concernant les mesures arrêtées par les États membres conformément aux articles 5, 6, 13 et 21 du règlement [dont les annexes ont été modifiées en dernier lieu par le règlement (CE) no 149/2003] ; Journal officiel n° C 273 du 14/11/2003 p. 0002-0005 (à propos des licences d'exportation et du contrôle des exportations de gaz lacrymogènes vers certains États n'appartenant pas à la Communauté européenne).